# 源資通
源 資通（みなもと の すけみち）は、平安時代中期の公卿。宇多源氏、播磨守・源済政の長男。官位は従二位・参議。

## 経歴
後一条朝にて大膳亮・六位蔵人・右衛門少尉・式部少丞を経て、治安2年（1022年）従五位下・侍従に叙任される。
五位蔵人を務める傍ら、始め左馬助・左兵衛佐と武官を務め、万寿2年（1025年）従五位上、万寿4年（1027年）正五位下と昇進する。長元元年（1028年）左少弁に遷ると、長元3年（1030年）右中弁、長元4年（1031年）従四位下に叙せられた後も、長元7年（1034年）従四位上、長元8年（1035年）権左中弁、長暦元年（1037年）正四位下、長暦2年（1038年）左中弁次いで右大弁と後一条朝後半から後朱雀朝にかけて弁官を務めながら昇進する。長久4年（1043年）蔵人頭（頭弁）に任ぜられ、翌長久5年（1044年）正四位上・参議に任ぜられ公卿に列した。
後冷泉朝に入り、寛徳2年（1045年）左大弁を兼ね、永承元年（1046年）従三位に叙せられる。永承5年（1050年）20年以上に亘って務めた弁官を離れ、太宰大弐を兼ねて九州に下向し、赴任の功労により正三位に昇進。天喜2年（1054年）まで4年に亘って大弐を務めた。天喜5年（1057年）従二位に至る。
康平3年（1060年）8月17日に病により出家し、同月23日薨去。享年56。最終官位は参議従二位勘解由長官。

## 人物
管弦に秀で、琵琶を源経信に教授した。和歌の心得もあり、伊勢大輔・菅原孝標女らと交流を持つ一方、勅撰歌人として『後拾遺和歌集』（2首）以下の勅撰和歌集に4首が採録されている。

## 官歴
『公卿補任』による。
- 長和5年（1016年） 正月12日：大膳亮（時中卿二合）
- 寛仁4年（1020年） 正月9日：六位蔵人
- 治安元年（1021年） 正月24日：右衛門少尉
- 治安2年（1022年） 正月27日：式部少丞。4月3日：従五位下（禎子内親王給）。9月23日：侍従
- 治安3年（1023年） 2月18日：五位蔵人。12月12日：左馬助
- 治安4年（1024年） 正月：左兵衛佐
- 万寿2年（1025年） 正月6日：従五位上（中宮御給）
- 万寿3年（1026年） 10月26日：民部少輔
- 万寿4年（1027年） 正月7日：正五位下（上東門院御給）
- 長元元年（1028年） 2月19日：左少弁
- 長元3年（1030年） 11月5日：右中弁
- 長元4年（1031年） 2月17日：和泉守（蔵人労）。11月16日：従四位下（弁。朔旦）
- 長元7年（1034年） 正月5日：従四位上（行幸上東門院賞。済政譲）
- 長元8年（1035年） 10月16日：権左中弁
- 長元9年（1036年） 2月27日：兼右京大夫。10月14日：兼摂津守（止大夫）
- 長暦元年（1037年） 11月：正四位下（石清水加茂行幸行事賞）
- 長暦2年（1038年） 6月26日：左中弁。12月16日：右大弁（摂津守兼帯）
- 長久4年（1043年） 9月19日：蔵人頭
- 長久5年（1044年） 正月7日：正四位上（済政造仁寿殿功）。正月30日：兼近江権守。12月14日：参議（右大弁近江守兼帯）
- 寛徳2年（1045年） 10月23日：左大弁
- 永承元年（1046年） 11月13日：従三位（悠紀）
- 永承4年（1049年） 2月5日：兼播磨権守
- 永承5年（1050年） 9月17日：兼太宰大弐（止左大弁）。11月11日：正三位（赴任賞）
- 天喜2年（1054年） 11月28日：去太宰大弐
- 天喜4年（1056年） 2月3日：兼美作権守
- 天喜5年（1057年） 正月5日：従二位（造宮行事賞）
- 天喜6年（1058年） 正月30日：兼兵部卿。11月8日：兼勘解由長官（止兵部卿）
- 康平3年（1060年） 8月17日：出家（参議従二位勘解由長官）。8月23日：薨去

## 系譜
『尊卑分脈』による。
- 父：源済政
- 母：源頼光の娘
- 妻：源頼光の娘
  - 長男：源師賢（1035-1081）
  - 男子：源政長（1038-1097）
- 妻：藤原憲房の娘
  - 男子：源成仲
- 生母不明の子女
  - 男子：源師俊
  - 男子：源為忠
  - 女子：源経成室